# Чаадаевы
Чаада́евы (Чеодаевы, Чеадаевы) — древний дворянский род.
В Гербовник внесены два рода Чаадаевых:
1. Чаадаевы, потомство Ивана Артемьевича Чаадаева, верстанного поместным окладом (1621) и за ним утверждена старинная вотчина Чаадаевых (Герб. Часть IX. № 42).
2. Чеодаевы, служившие дворянские службы (1680) (Герб. Часть X. № 85)[1].

При подаче документов (1686) для внесения рода в Бархатную книгу, была предоставлена родословная роспись Чаадаевых, жалованные грамоты: Василия II Васильевича Тёмного — Матвею Ивановичу Иватину с сыном (1426—1433), Василия III Васильевича — Василию Григорьевичу Чаадаю на село Истумино в Муромском уезде (1462—1505), Ивана IV Васильевича — Субботе Григорьевичу Чаадаеву (1547—1552), стрелецкий голова в Казани (1568). Данные грамоты неоднократно фигурировали в местнических делах Чаадавых.
Род записан в VI часть родословной книги Тверской и Московской губерний.

## Происхождение и история рода
В историческом труде Г. Ф. Миллера: Известия о дворянах российских и Бархатной книге (1787) указано: Чаадаевы. Выехали из Литвы. Название получили от одного из потомков выехавшего и прозывавшегося Чаадай, а почему — неизвестно. Родословная роспись их под № 29. В той же росписи написаны Борисовы и Протасьевы (и вероятно Спешневы). В основе двух фамилий (Чаадаевы и Чеодаевы) лежит собственное мужское имя монгольского происхождения (историческое имя второго сына Чингисхана Джагатая-Чагатая и племени, из которого происходил Тамерлан) со значением храбрый, честный, искренний.
Сын мценского воеводы Григория Протасьевича Иван Григорьевич с сыном Кононом «выехал» на службу к великому князю Василию I Дмитриевичу (1425). Другой сын Ивана Григорьевича, Матвей Иванович, внук которого Григорий Васильевич по прозвищу Чегодай стал родоначальником Чаадаевых.
Думный дворянин Иван Иванович Чаадаев местничая со стрелецким головою Ф. В. Александровыи (1665) предъявил вотчинные жалованные грамоты (указаны выше), на основании которых Александрову было объявлено: что «… и по тем грамотам …. родственники его (Чаадаева) чести старее деда твоего Замятни на 125 лет». Местничая с князем Василием Богдановичем Волконским И. И. (1661) Чаадаев также предъявлял эти грамоты..
Герб рода Чаадаевых внесён в Часть 9 Общего гербовника дворянских родов Всероссийской империи, стр. 42.

## Описание герба

#### Герб. Часть X. № 85.
Герб рода Чеодаевых: Щит разделен на три части, из которых в первой и во второй части в зеленом и голубом полях изображены: в правом золотой улей и над ним три золотые пчелы, а в левом крестообразно серебряный якорь и шпага. В нижней части, в серебряном поле находится крепость с башней натурального цвета. Щит увенчан дворянским шлемом и короной с тремя на ней страусовыми перьями. Намет на щите зеленый и голубой, подложенный серебром.

## Известные представители
- Чаадаев Михаил Семенович — воевода в Романове (на Волге) (1625—1628).
- Чаадаев Иван Артемьевич — воевода в Луху (1627), в Нарыме (1643—1645), в Таре (1652).
- Чаадаев Иван Семенович — стольник, воевода в Муроме (1677—1678)[8].
- Чаадаев Василий Иванович — комнатный стольник царя Иоанна Алексеевича (1676—1692).
- Чаадаев Степан Петрович — стольник царицы Прасковьи Федоровны (1686). стольник (1686—1692).
- Чаадаевы: Борис Петрович, Иван Семенович, Иван Иванович, Роман Яковлевич, Федор Петрович — стольники (1676—1692)[9].
- Чаадаев, Иван Иванович (ум. 1696) — русский стольник, окольничий, воевода и дипломат.
- Чаадаев, Пётр Васильевич (ум. 1755) — русский генерал; внук И. И. Чаадаева и дед П. Я. Чаадаева.
- Чаадаев, Иван Петрович (1733—1786) — русский переводчик с французского; правнук И. И. Чаадаева и родной дядя П. Я. Чаадаева.
- Чаадаев, Яков Петрович (1745—1795) — русский военный и драматург; брат И. П. Чаадаева и отец П. Я. Чаадаева.
- Чаадаев, Пётр Яковлевич (1794—1856) — русский философ и публицист, чьи труды были запрещены к публикации в имперской России.
- Чаадаев, Алексей Васильевич — симбирский дворянин, муж падчерицы баронессы фон Келлер. Тесть (через дочь Александру) смотрителя Царевококшайского уездного училища, председателя уездной земской управы потомственного дворянина Ивана Николаевича Юферева (1800—1866).